# Americana, São Paulo
22°44′22″N 47°19′54″T / 22,73944°N 47,33167°T
Americana là một thành phố (município) ở bang São Paulo, Brasil. Dân số năm 2000 khoảng 203.000 người.
Khu thị trấn ban đầu thành lập năm 1875 đã phát triển xung quanh một nhà ga tàu hỏa và sau đó một nhà máy dệt bông đã phát triển ở một nông trang kế bên.
Sau năm 1866, nhiều người tị nạn của Confederate từ cuộc nội chiến Mỹ đã định cư trong khu vực này, trong đó có William Hutchinson Norris, một thượng nghị sĩ của Alabama. Do có người Italia nhập cư cuối thế kỷ 19 và đầu thế kỷ 20 nên tỷ lệ dân nói tiếng Anh trong dân số thành phố này giảm đáng kể.
Thị xã này còn được gọi là Vila dos Americanos (Làng Mỹ) cho đến năm 1904, khi nó thuộc về thành phố Santa Bárbara d'Oeste. Nó đã trở thành một quận năm 1924 và một đô thị năm 1953.
Rio Branco Esporte Clube, thành lập năm 1913, là câu lạc bộ bóng đá của thành phố. Sân vận động nhà là Estádio Décio Vitta có sức chứa 15.000 người.